# 奇罗·韦拉蒂
奇罗·韦拉蒂（義大利語：Ciro Verratti，1907年8月17日—1971年7月6日），意大利男子击剑运动员。他曾获得1936年夏季奥运会男子花剑团体金牌。
1937年，他在电影《黑海盗》中扮演主角，这是他唯一的电影角色。